# 大松伸洋
大松 伸洋（おおまつ のぶひろ、1979年6月10日 - ）は、日本の芸術家（画家・現代美術家・原色アーティスト・平和活動家）。
作品は原色のみで描かれ、その集合体で表現されている。原色の中でもカラフルな色を使いインパクトのある作品が目立つ。『芸術と平和、愛、自然、自由』をテーマに制作・研究を行い、自身の原色的表現の追求のため、60年代から現在のヒッピーの動向に注目し、ヒッピーの考えや自然主義の考えを哲学的に解釈し、制作的研究を行っている。。

## 来歴
日本の兵庫県出身。安室中学校を卒業後、イギリスに渡り美術を学ぶ。Woodhouse Grove School (GCSE)、ケンブリッジにあるCambridge Centre for six-form studiesを卒業（高校）。イギリスではブラッドフォードに1年、ハローゲートに2年、ケンブリッジに2年、計5年滞在している。イギリスの高校卒業後、ロンドン芸術大学に合格していたが、ギャップホリデーを利用してニュージーランドに渡った。多くの国々を訪れ地球の広さに感動し、サンフランシスコ、ニューヨーク、モスクワ、ネルソンなど各地を転々した後に帰国している。
日本に帰国後、具体のメンバーであった嶋本昭三に師事するため、宝塚造形芸術大学大学院メディア造形研究科基礎造形に進む。大学院修士課程では、国境の存在意義をテーマに制作的研究を行う。大学院修了後、淡路島にアトリエを構え、移住して制作活動を行う。
2007年に銀座で開催されたみずほストリートギャラリー（みずほ銀行銀座中央支店）においては、福田繁雄より選出され、ショーウインドーを使った鮮やかな球体と平面から構成されるインスタレーションの作品を発表する。続いて、阪急三番街の南館地下2階のウインドーギャラリーで同じくインスタレーションの作品を制作する。
2010年から2013年2月まで横浜美術大学で専任助手として勤務。
2010年から2011年の間にモントリオールで2度、個展を開催する。作品は完売。日本国内・国外を問わず、作品の制作・発表を行っている。
2013年4月より、福岡こども短期大学の専任講師に就任、幼児美術（実技）。2016年4月より、同大学の准教授に就任。
2017年9月には、九州大学大学院 芸術工学府 博士後期課程を単位取得満期退学している。
2017年4月より、鹿児島県立短期大学にて助教に就任。
2019年4月より、高知学園短期大学の幼児保育学科、専任講師に就任、幼児美術（実技）
2019年12月より、クラウドファンディングにてマリン系アウトドアブランドを立ち上げようとするも、支援者が3名しか集まらず断念。
2021年4月より、大阪千代田短期大学准教授、2022年3月に退職。

## 展覧会
個展（日本）
- 2006年 - ノブヒロオオマツ展（兵庫県、神戸市）
- 2006年 - Made in Jungle展（兵庫県、たつの市）
- 2007年 - 大松伸洋展（兵庫県）
- 2007年 - 阪急三番街の南館地下2階のウインドーギャラリー （大阪府、梅田）
- 2007年 - みずほ銀行のショーウインドー（ストリートギャラリー）（東京都、銀座、福田繁雄により選出）
- 2008年 - のぶひろおおまつ展（兵庫県）
- 2008年 - 中井三成堂画廊 大松伸洋展（For the LOVE展）（兵庫県、姫路市）
- 2012年 - 中井三成堂画廊 Flower power 2012（兵庫県、姫路市）
- 2015年 - ギャラリー天満 love&peace展（福岡県、太宰府市）
- 2018年 - Good neighbors（鹿児島県、鹿児島市）

個展（日本以外）
- 1999年 - Cambridge Centre for six-form studies（イギリス、ケンブリッジ）
- 2010年 - OFF interarts Gallery（カナダ、モントリオール）
- 2011年 - Ctrrlab Gallery Gallery（カナダ、モントリオール）

グループ展
- 2004年 - ギャラリーWABISUKE（兵庫県）
- 2007年 - ギャラリー風雅（大阪府）
- 2007年 - 第60回（関西）新制作展
- 2007年 - 3人展（大阪府、梅田）
- 2008年 - 第61回（原田の森美術館）
- 2010年 - OKIKO 001展（横浜市）
- 2010年 - AROUND ROUND展（ヨコハマ創造都市センター）
- 2011年 - OKIKO 002展（横浜市）
- 2011年 - 横浜開港アンデパンダン展 BankART1929（横浜市）
- 2014年- Ouchi Gallery New York

## 受賞歴/入選歴
- 関西新制作（入選）第60回／第61回
- 芦屋市展（入選）
- みずほストリートギャラリー 審査員（福田繁雄)
- 第5回風雅絵画展 優秀賞
- 第67回淡路美術協会展 淡路美術協会賞
- 第62回洲本市美術展 洋画部門 市展賞
- 第69回淡路美術協会展 奨励賞
- 第5回風雅絵画展 優秀賞
- 第1回池上賞 大賞
- 第70回淡路美術協会展 淡路美術協会賞
- 第35回筑後市美術展 筑後市議会議長賞

## 著書・論文等
- 横浜美術大学 教育研究紀要作品編（2011年3月発行、学校法人トキワ松学園横浜美術大学）(単著)
- 横浜美術大学 教育研究紀要作品編（2012年3月発行、学校法人トキワ松学園横浜美術大学）(単著)
- 横浜美術大学 教育研究紀要作品編（2013年3月発行、学校法人トキワ松学園横浜美術大学）(単著)
- 横浜美術大学 教育研究紀要論文編（2013年3月発行、学校法人トキワ松学園横浜美術大学）(単著)
- 鹿児島県立短期大学   地域研究所研究年報　第49号　(単著)(2018年3月発行)
- 鹿児島県立短期大学   地域研究所研究年報　第50号　(単著)(2019年3月発行)
- 高知学園短期大学　研究 紀要 第50号　(共著) 「短大における教育・保育の実習に関する異学年交流会の教育効果(2)」(2020年3月発行)
- 高知学園短期大学　研究 紀要 第50号　(共著) 「安心して学ぶことができる環境作りを目指す学科行事のあり方」　(2020年3月発行)